# Lima scabra
La especie Lima scabra, comúnmente conocida en inglés como vieira de fuego, vieira en llamas o vieira áspera, es un molusco bivalvo marino de la familia Limidae, que se encuentra distribuido a lo largo del mar Caribe. A pesar de sus nombres comunes, no guarda ninguna relación con las vieiras, salvo por su gran parecido exterior con estas; realmente son almejas archivo pertenecientes al género Lima.
Al igual que todos los integrantes de su clase, posee un par de conchas calcáreas, conocidas como valvas (por ello son bivalvos que quiere decir con dos valvas), las cuales están unidas entre sí por un ligamento. Unos músculos especializados, llamados abductores, son los encargados de la apertura y cierre de estas valvas.
Aunque la biomasa de esta especie puede ser relativamente alta, no es muy requerida para explotación comercial debido a la dificultad que conlleva su captura por sus comportamientos crípticos en arrecifes de coral; esto sumado al gran impacto negativo que se puede generar en este tipo de ecosistema por su colecta, el cual se encuentra altamente protegido por leyes internacionales y de cada estado.
La almeja de fuego posee un valor como especie ornamental en acuarios debido a la belleza de sus conchas y sus largos tentáculos y tejidos internos de brillante y llamativa coloración roja, sin embargo es un animal difícil de mantener debido a la cantidad de cuidados especiales que se deben tener con este.

## Descripción morfológica
L. scabra posee una concha que puede medir entre 5 y 8cm, es robusta, redondeada, de coloración blanquecina a parda, esculpida con muchas finas nervaduras radiales y posee células cromatóforas que generan pequeños destellos de luz. Su manto es de coloración rojo brillante a naranja rojizo. Sus tentáculos son especialmente largos y de coloración naranja rojizo cuando se encuentra en aguas someras, sino son blanquecinos cuando se encuentra en aguas más profundas. Su coloración de gamas de rojo se debe a la gran cantidad de carotenoides que se encuentran en su cuerpo.
Posee agallas, las cuales usa para la respiración y la filtración de sus alimentos.

## Distribución y Hábitat

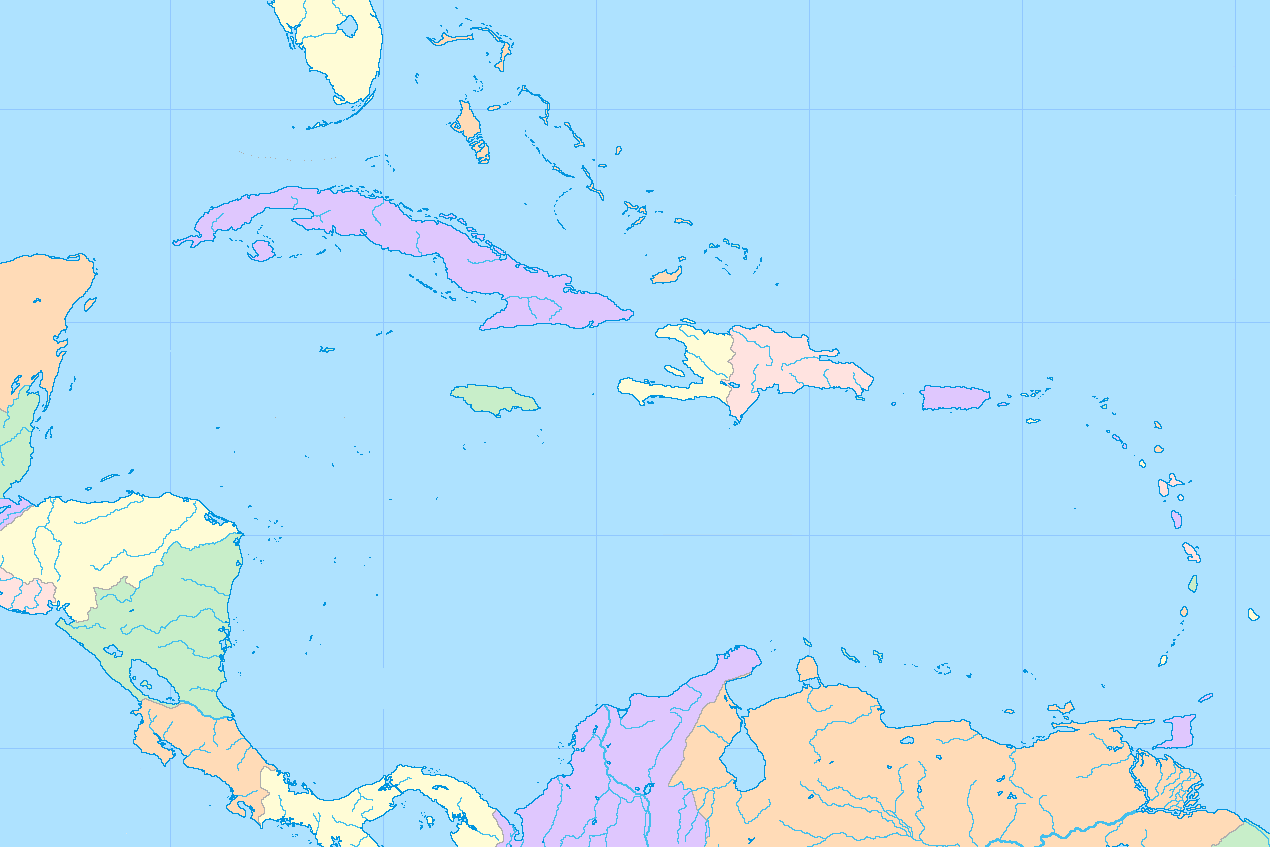

L. scabra se encuentra ampliamente distribuida por todo el mar Caribe, desde las costas de Carolina del Norte en los Estados Unidos hasta la costa noreste de Brasil. Puede vivir en un rango de profundidades que comprenden entre los 1 y 40m.
Habita en grietas estrechas y huecos de los arrecifes coralinos, en fondos rocosos adherida al sustrato bajo rocas sombrías o puede construir un pequeño nido de piedras pequeñas y pedazos de coral en el cual se incrusta.

## Alimentación & Comportamiento
A diferencia de otras especies de almejas, no posee propiedades fotosintéticas. L. scabra se alimenta a través de la filtración de fitoplancton en suspensión, el cual influye directamente en su crecimiento y reproducción. Posee un par de sifones, el agua es succionada por uno de estos y pasa a través de un complejo de agallas filtradoras de donde extraen su comida y el oxígeno que requieren para respirar, y por el segundo es expulsada el agua restante. Es de naturaleza pacífica y por lo general se encuentra adherida al sustrato, escondiendo sus valvas entre las rocas y únicamente exponiendo su manto y sus tentáculos; sin embargo, cuando se encuentra amenazada por sus depredadores es capaz de desplazarse nadando, lo hace batiendo sus valvas con movimientos bruscos y repetidos de atrás hacia delante, lo cual genera un chorro de propulsión y le permite nadar distancias cortas para alejarse del peligro.
Sus principales depredadores son cangrejos, camarones y algunas especies de peces.

## Reproducción
L. scabra es una especie hermafrodita protándrica, es decir que tiene la capacidad de cambiar de sexo, se desarrolla como macho y luego se transforma en hembra. Su período de desove depende de factores ambientales como la temperatura y la aparición de corrientes ascendentes y se da entre los meses de noviembre y diciembre, mientras que el reclutamiento de juveniles se da entre enero y abril. El periodo de reproducción está fuertemente ligado a una mayor disponibilidad de fitoplancton y se realiza en agregaciones de individuos considerables en los arrecifes coralinos.